# خلفان خميس محمد
خلفان خميس محمد (بالإنجليزية: Khalfan Khamis Mohamed) هو موسيقي تنزاني، ولد في 5 مارس 1974 في جزيرة بمبا في تنزانيا.